# Heterocrita bidentata
Heterocrita bidentata là một loài bướm đêm trong họ Geometridae.